# Voọc mũi hếch vàng
Voọc mũi hếch vàng (danh pháp khoa học: Rhinopithecus roxellana) là một loài khỉ cựu thế giới trong phân họ Colobinae. Nó là loài đặc hữu ở một khu vực nhỏ ở các rừng trên núi ôn đới Trung và Tây Nam Trung Hoa Sống trong những vạt rừng rậm ở độ cao từ 1.500m tới 3.400m, loài voọc này sinh sống trong khu bảo tồn Thần Nông Giá đang đối mặt với nguy cơ tuyệt chủng. Người ta phát hiện chúng lần đầu tiên vào năm 1960. Nỗ lực thống kê số lượng Voọc mũi hếch vàng lần đầu tiên, được tiến hành trong thập niên 80, cho thấy chỉ 501 cá thể trong rừng Thần Nông Giá. Tên trong Tiếng Trung là Voọc lông vàng Tứ Xuyên (川金丝猴) Hán Việt (Xuyên Kim Tơ Hầu). Nó cũng được gọi là voọc mũi hếch vàng Tứ Xuyên. Trong số các loài voọc mũi hếch ở Trung Quốc, loài voọc mũi hếch vàng là loài phân bố rộng khắp nhất Trung Hoa.
Tuyết rơi thường xuyên trong phạm vi phân bố của nó và nó có thể chịu được nhiệt độ trung bình lạnh hơn bất kỳ loài động vật linh trưởng không phải là con người nào khác Chế độ ăn của nó thay đổi rõ rệt theo mùa, nhưng nó chủ yếu là một loài ăn cỏ với địa y là nguồn thức ăn chính. Voọc mũi hếch vàng là loài hoạt động vào ban ngày và phần lớn sống trên cây, dành khoảng 97% thời gian ở trong tán cây. Loài này có ba phân loài. Số lượng cá thể ước tính khoảng từ 8.000 đến 15.000 con và đang bị đe dọa bởi mất môi trường sống.
Nó ưa tìm kiếm thức ăn trong những cây lớn hơn trong rừng, và dành hầu hết thời gian ở rừng nguyên sinh và rừng non, hiếm khi hiện diện ở rừng cây bụi và không bao giờ hiện diện ở đồng cỏ. Đôi khi chúng cũng nhảy xuống mặt đất. Chúng có một số động vật ăn thịt nhất định phải dè chừng. Đó là các loài thú săn mồi như sói đỏ, sói xám, báo lửa và báo hoa mai và các loài chim săn mồi như đại bàng vàng và ó ngỗng.
Con cái trưởng thành tính dục ở độ tuổi khoảng 5 năm tuổi. Con đực trưởng thành tính dục ở độ tuổi khoảng 5-7 năm tuổi.. Quá trình giao phối có thể xảy ra quanh năm nhưng đỉnh cao trong tháng 10.Thời kỳ mang thai của khỉ mẹ kéo dài 6-7 tháng dài. Khỉ mẹ sinh con từ tháng 3 đến tháng 6.